# Grünfeld Sándor
Grünfeld Sándor (Bátorkeszi, 1868. november 11. – Budapest, 1936. október 22.) nyomdász, szociáldemokrata tisztségviselő.

## Élete
A XIX. század utolsó évtizedében kapcsolódott be a szakszervezeti mozgalomba, majd az 1890-es években a nyomdászegyesület választmányi tagja lett, emellett pedig német jegyzője, és könyvtárosa is a szervezetnek. Szerepet vitt az 1890-es évek nyomdászsztrájkaiban, csakúgy, mint az SZT létrehozásában is, melynek később titkára volt. 1905-től volt a Világosság Nyomda alkalmazottja, a szociáldemokrata lap, a Népszava mettőrje volt. Szerepet vállalt az ÁFOSZ megalapításában is, és tagja volt a Typographia c. lap szerkesztőbizottságának. 1935-ben nyugdíjba vonult, a következő évben hunyt el Budapesten.